# Robert P. Robinson
Robert Pyle Robinson, född 28 mars 1869 i Wilmington i Delaware, död 4 mars 1939 i Wilmington i Delaware, var en amerikansk republikansk politiker. Han var Delawares guvernör 1925–1929.
Robinson var verksam som bankdirektör i Wilmington. År 1925 efterträdde Robinson William Denney som guvernör och efterträddes 1929 av C. Douglass Buck. Robinson avled 1939 och gravsattes på Wilmington and Brandywine Cemetery i Wilmington.